# ジェフリー・チャーノフ
ジェフリー・チャーノフ（Jeffrey Chernov）は、アメリカの映画プロデューサー、ユニット・プロダクションマネージャー。

## 人物
彼は1987年から1989年まではウォルト・ディズニー・ピクチャー、タッチストーン・ピクチャーズ、ハリウッド・ピクチャーズ、2001年から2005年はスパイグラス・エンターテインメントのフィジカル・プロダクションの副社長だった。
また、彼は第一・第二助監督として勤めた。早期には、彼は映画プロデューサーのジョン・カーペンターと頻繁に共作した。
チャーノフがディズニーやタッチストーンやハリウッドに居たときは、『いまを生きる』『プリティ・ウーマン』のような映画をプロデュースした。その後、彼は独立プロデューサーとなり、タッチストーンの多くの映画のプロデュース・エグゼクティブプロデュースを担当した。
2001年に、彼はスパイグラスでプロダクションのシニアVPに任命された。そのためスパイグラスでプロデュースされた多くの映画で、プロダクション・エグゼクティブとしてクレジットされている。
チャーノフはまた、『A Line in the Sand』をプロデュースすると共に監督としてのデビューも果たした。
最近では、J・J・エイブラムスと共にパラマウント・ピクチャーズでエグゼクティブプロデューサーとして『スター・トレック』の製作に係わった。

## 作品
- Richard Pryor: Live in Concert (1979年) - アソシエイト・プロデューサー
- ニューヨーク1997 Escape from New York (1981年) - 第二助監督
- 白いドレスの女 Body Heat (1981年) - 第二助監督
- ブギーマン Halloween II (1981年) - プロダクション・マネージャー
- 遊星からの物体X The Thing (1982年) - 第二助監督
- ハロウィンIII Halloween III: Season of the Witch (1982年) - ユニット・プロダクションマネージャー
- デッドゾーンThe Dead Zone (1983年) - 助監督
- チルドレン・オブ・ザ・コーン Children of the Corn (1984年) - Production Executive
- フィラデルフィア・エクスペリメント The Philadelphia Experiment (1984年) - 第一助監督
- スターマン/愛・宇宙はるかに Starman (1984年) - Second Unit First Assistant Director
- 殺人ゲームへの招待 Clue (1985年) - アソシエイト・プロデューサー、ユニット・プロダクションマネージャー
- 殺したい女 Ruthless People (1986年) - ユニット・プロダクションマネージャー
- Eddie Murphy Raw (1987年) - プロデューサー
- Johnny Be Good (1988年) - プロデューサー、ユニット・プロダクションマネージャー
- 愛がこわれるとき Sleeping With the Enemy (1991年) - エグゼクティブプロデューサー
- 奇跡の旅 Homeward Bound: The Incredible Journey (1993年) - プロデューサー
- パパと呼ばれて大迷惑!? Father Hood (1993年) - エグゼクティブプロデューサー
- バッド・カンパニー/欲望の危険な罠 Bad Company (1995年) - プロデューサー
- ファースト・キッド/僕のパパは大統領 First Kid (1996年) - プロデューサー
- 絶体×絶命 Desperate Measures (1998年) - エグゼクティブプロデューサー
- ホーリーマン Holy Man (1998年) - エグゼクティブプロデューサー
- 恋のからさわぎ 10 Things I Hate About You (1999年) - エグゼクティブプロデューサー
- リプレイスメント The Replacements (2000年) - エグゼクティブプロデューサー
- カントリー・ベアーズ The Country Bears (2002年) - プロデューサー
- サラマンダー Reign of Fire (2002年)- Production Executive
- リクルート The Recruit (2003年) - Production Executive
- シャンハイ・ナイト Shanghai Knights (2003年) - Production Executive
- connie & carla コニー&カーラ Connie and Carla (2004年) - Production Executive
- キャプテン・ウルフ The Pacifier (2005年) - Production Executive
- 銀河ヒッチハイクガイド The Hitchhiker's Guide to the Galaxy (2005年) - Production Executive
- DEATH GAME デスゲーム Stay Alive (2006年) - Production Executive
- スティック・イット! Stick It (2006年) - Production Executive
- ルックアウト/見張り The Lookout (2007年) - Production Executive
- 臨死 The Invisible (2007年) - Production Executive
- 鉄ワン・アンダードッグ Underdog (2007年) - Production Executive
- 燃えよ!ピンポン Balls of Fury (2007年) - Production Executive
- From a Place of Darkness (2008年) - プロデューサー
- A Line in the Sand (2008年) - 監督・プロデューサー
- スター・トレック Star Trek (2009年) - エグゼクティブプロデューサー
- 世界侵略: ロサンゼルス決戦 Battle: Los Angeles (2011年) - プロデューサー
- ミッション:インポッシブル/ゴースト・プロトコル Mission: Impossible – Ghost Protocol (2011年) - エグゼクティブプロデューサー
- スター・トレック イントゥ・ダークネス Star Trek Into Darkness (2013年) - エグゼクティブプロデューサー

## 脚本
1. ↑  http://www.variety.com/article/VR1117852037.html?categoryid=18&cs=1
2. ↑  http://trekmovie.com/2007/12/05/paramount-updates-star-trek-credits-official-synopsis-adds-production-partner/